# Pont Henri-Sellier
 (février 2023).
Si vous disposez d'ouvrages ou d'articles de référence ou si vous connaissez des sites web de qualité traitant du thème abordé ici, merci de compléter l'article en donnant les références utiles à sa vérifiabilité et en les liant à la section « Notes et références ».
Le pont Henri-Sellier est un pont ferroviaire français situé à Suresnes, dans les Hauts-de-Seine. Doublé par une passerelle piétonne, il permet le franchissement du boulevard Henri-Sellier par la ligne 2 du tramway d'Île-de-France, immédiatement au sud de la gare de Suresnes - Longchamp. Il fait l'objet de travaux de réfection entre juillet 2022 et mars 2023.